# Witoslawlizy
Witoslawlizy (russisch Витославлицы) ist ein Freilichtmuseum zur Holzarchitektur. Es befindet sich in der Nähe des St.-Georgs-Klosters (Jurjew-Klosters) und liegt vier Kilometer von der Stadt Nowgorod in Russland entfernt am südlichen Ufer des Mjatschino-Sees. Das Museum hat eine Gesamtfläche von 33,4 Hektar.

## Geschichte
Den Namen trägt das Museum nach dem Dorf Witoslawlizy, das dort vom 12. bis zum 18. Jahrhundert existierte. Um 1187 wurde das Dorf vom Nowgoroder Prinzen Isjaslaw Mstislawitsch an seinen Bruder übertragen. Im Jahr 1207 wurde an der Stelle das Panteleimon-Kloster errichtet. In der ersten Hälfte des 19. Jahrhunderts ließ sich hier die Gräfin Anna Alexejewna Orlowa-Tschesmenskaja nieder. Ihr Haus, das vom Architekten Carlo Rossi erbaut wurde, ist noch erhalten.
Das Museum wurde 1964 gegründet. Das erste Gebäude des Museums war die Kirche Mariä Himmelfahrt aus dem Dorf Kurizko (im Museum aufgestellt im Herbst 1964), die in dem Dorf im Jahr 1595 errichtet worden war.
Am 31. Januar 1964 unterzeichnete der Kulturminister der RSFSR einen Beschluss über Maßnahmen zur Verbesserung des Schutzes von Denkmälern der Holzarchitektur. Es wurde vorgeschlagen, in Nowgorod ein Freilichtmuseum zu errichten. Am 5. Juni desselben Jahres wurde mit dem Beschluss Nr. 190/14 des Exekutivkomitees des Rates von Nowgorod dem Museum die Gegend um das ehemalige Orlowsche Herrenhaus zugewiesen.
Das Museum eröffnete für die Besucher am 16. Mai 1967. Zunächst waren nur 20 Gebäude vorgesehen. Die Zahl stieg jedoch schnell auf 40, in den 1990er Jahren sogar auf eine Größenordnung von 80 bis 100.
Auf dem Museumsgelände finden regelmäßig Vorführungen und Feste statt.
Das Museum ist Objekt des kulturellen Erbes Russlands.

## Galerie

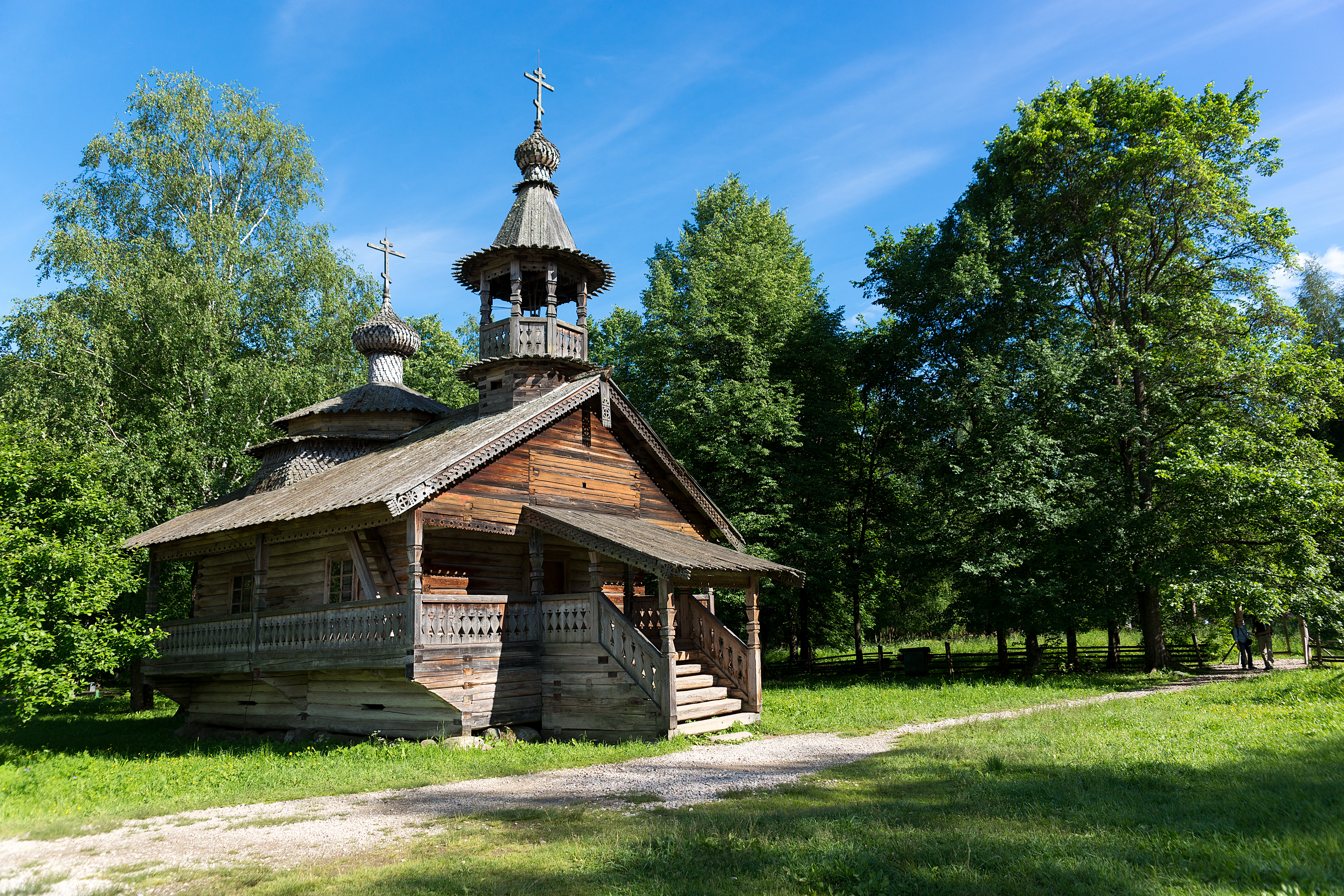
Kapelle aus dem 18. Jahrhundert aus dem Dorf Kaschira, Malowischerski rajon
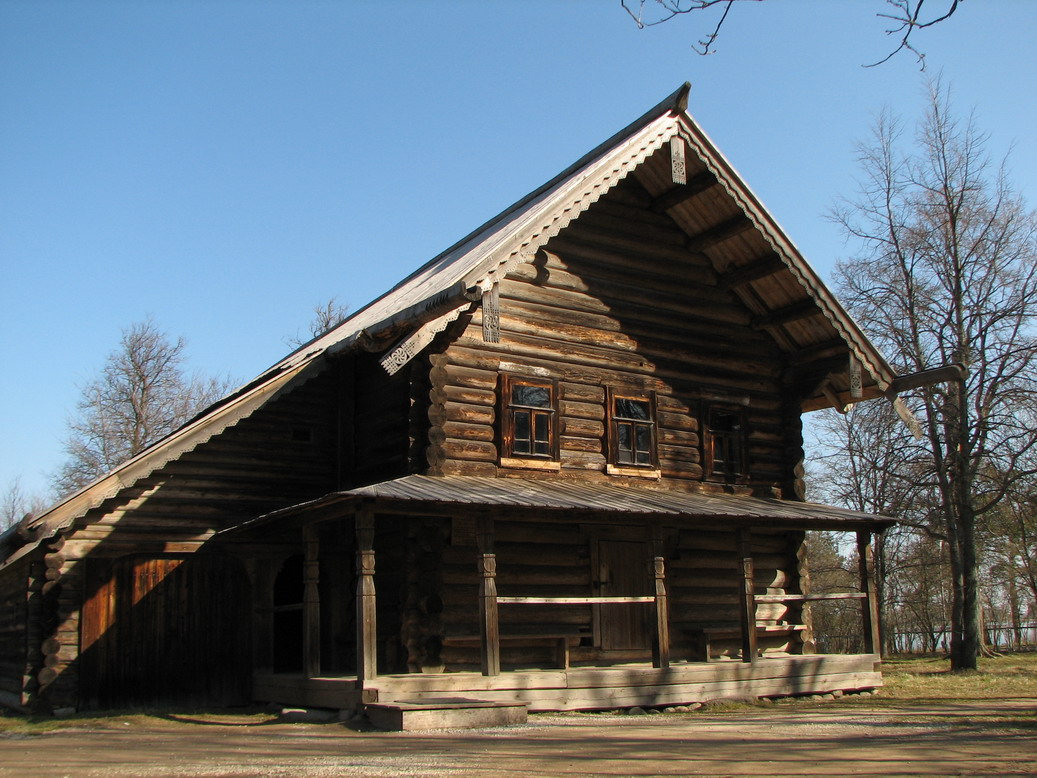
Wohnhaus/Hütte von Wasilij Arsenjewitsch Tunuzkij aus dem Dorf Pyrischtschi, Krestezki rajon
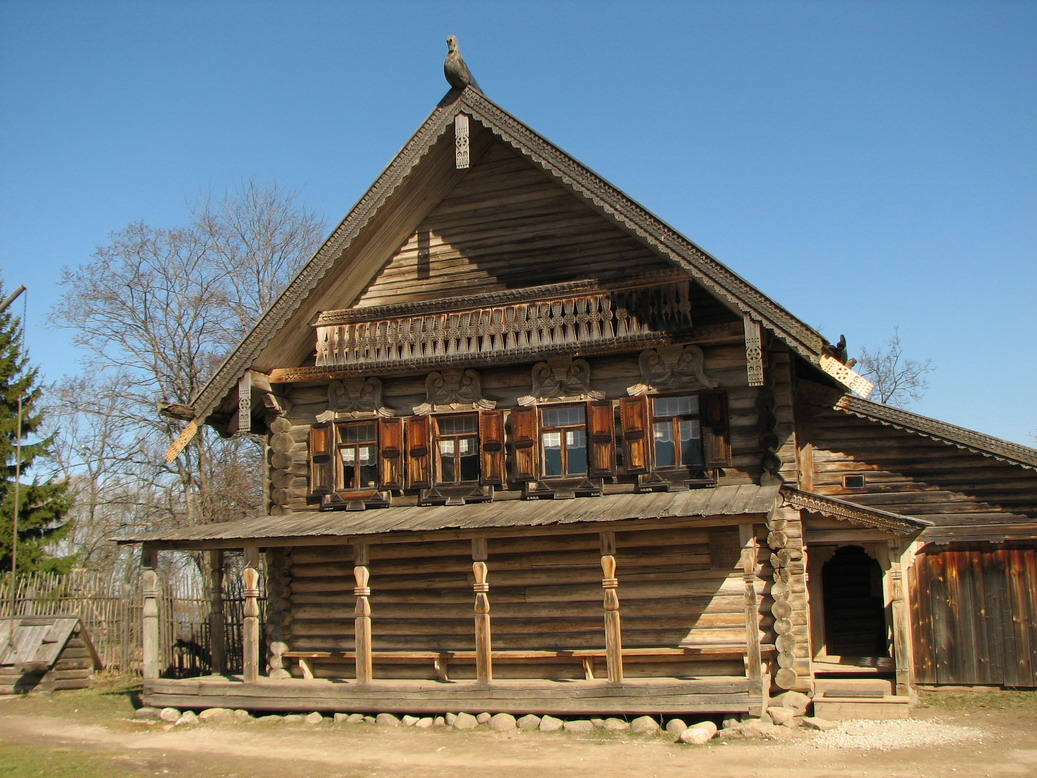
Wohnhaus/Hütte von Maria Dmitijewna Jekimowa aus dem Dorf Ryschewo, Nowgorodski rajon
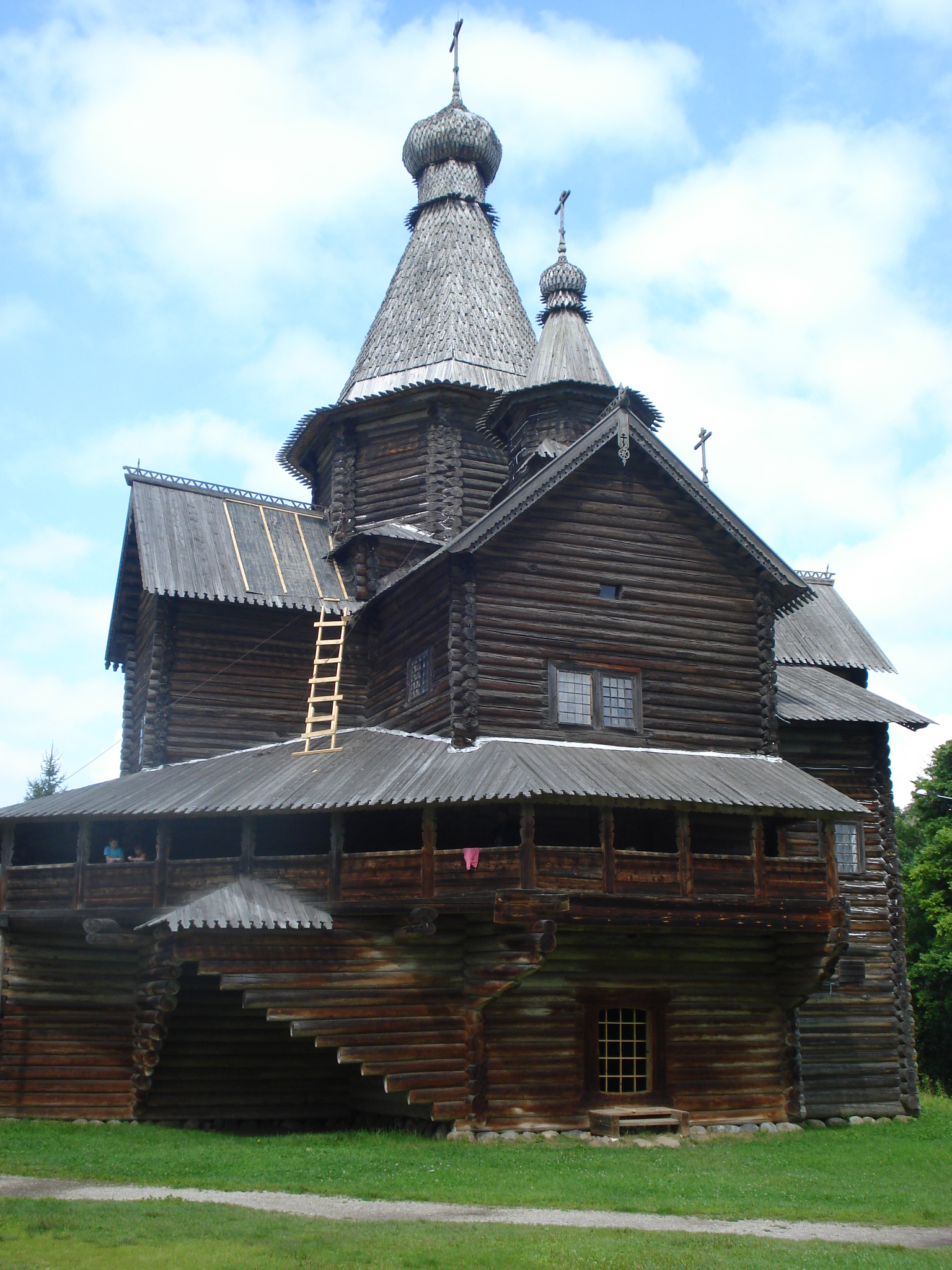
Geburtskirche der Muttergottes aus dem Jahr 1539 aus dem Dorf Peredki, Borowitschski rajon
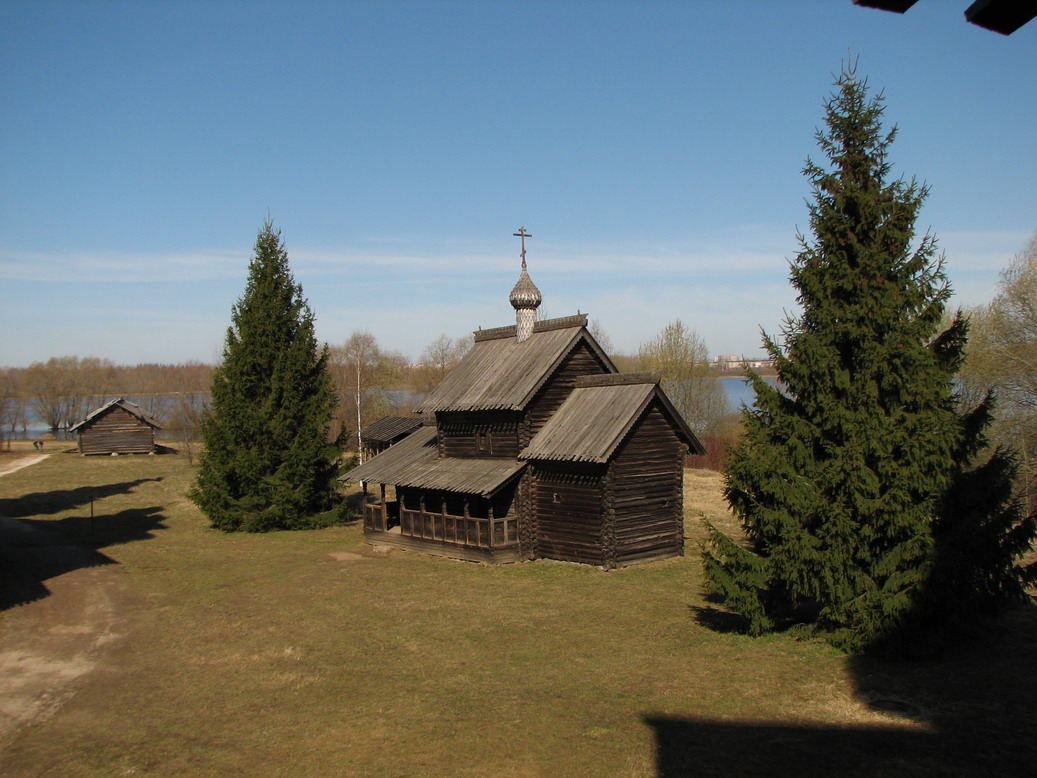
Kirche Mariä Himmelfahrt aus dem Jahr 1699 aus dem Dorf Nikulino
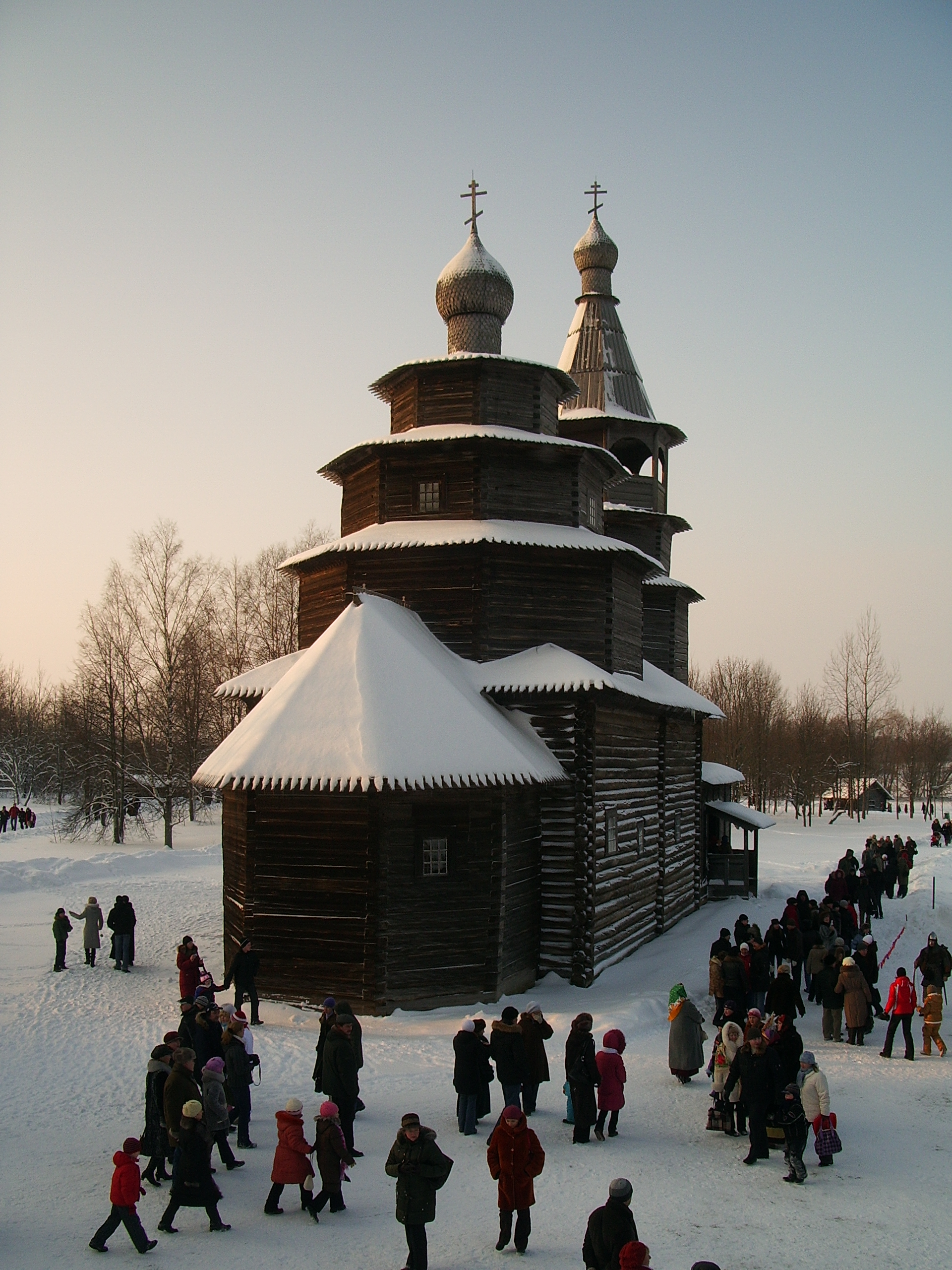
St.-Nikolaus-Kirche aus dem Jahr 1757 aus dem Dorf Wysokij Ostrow, Okulowski rajon
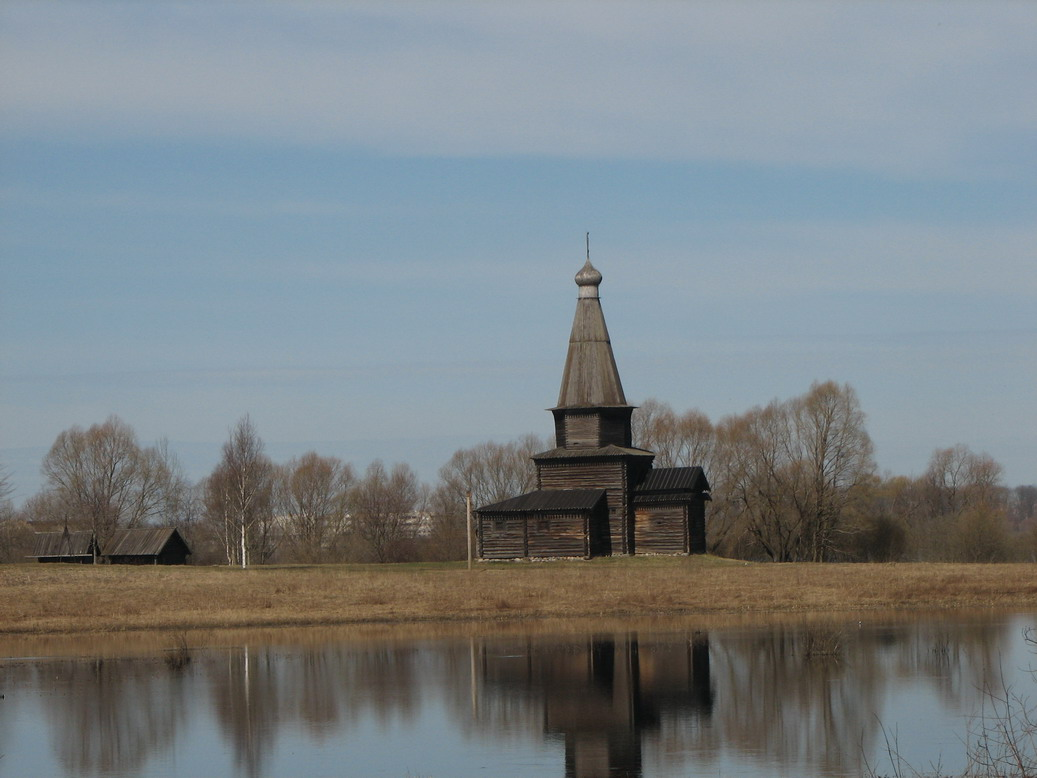
Kirche Mariä Himmelfahrt aus dem Jahr 1595 aus dem Dorf Kurizko, Nowgorodski rajon
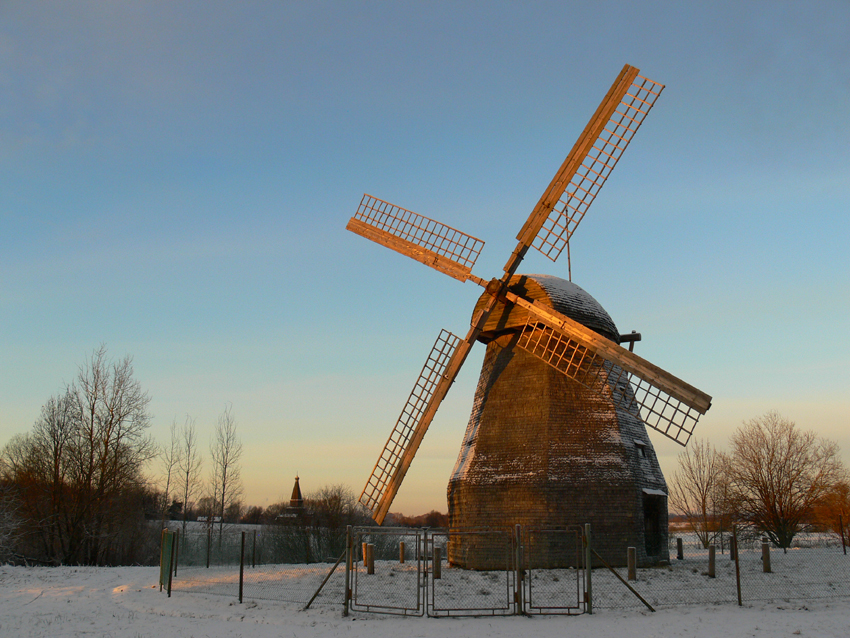
Mühle aus dem frühen 20. Jahrhundert aus dem Dorf Ladoschtschina, Solezki rajon
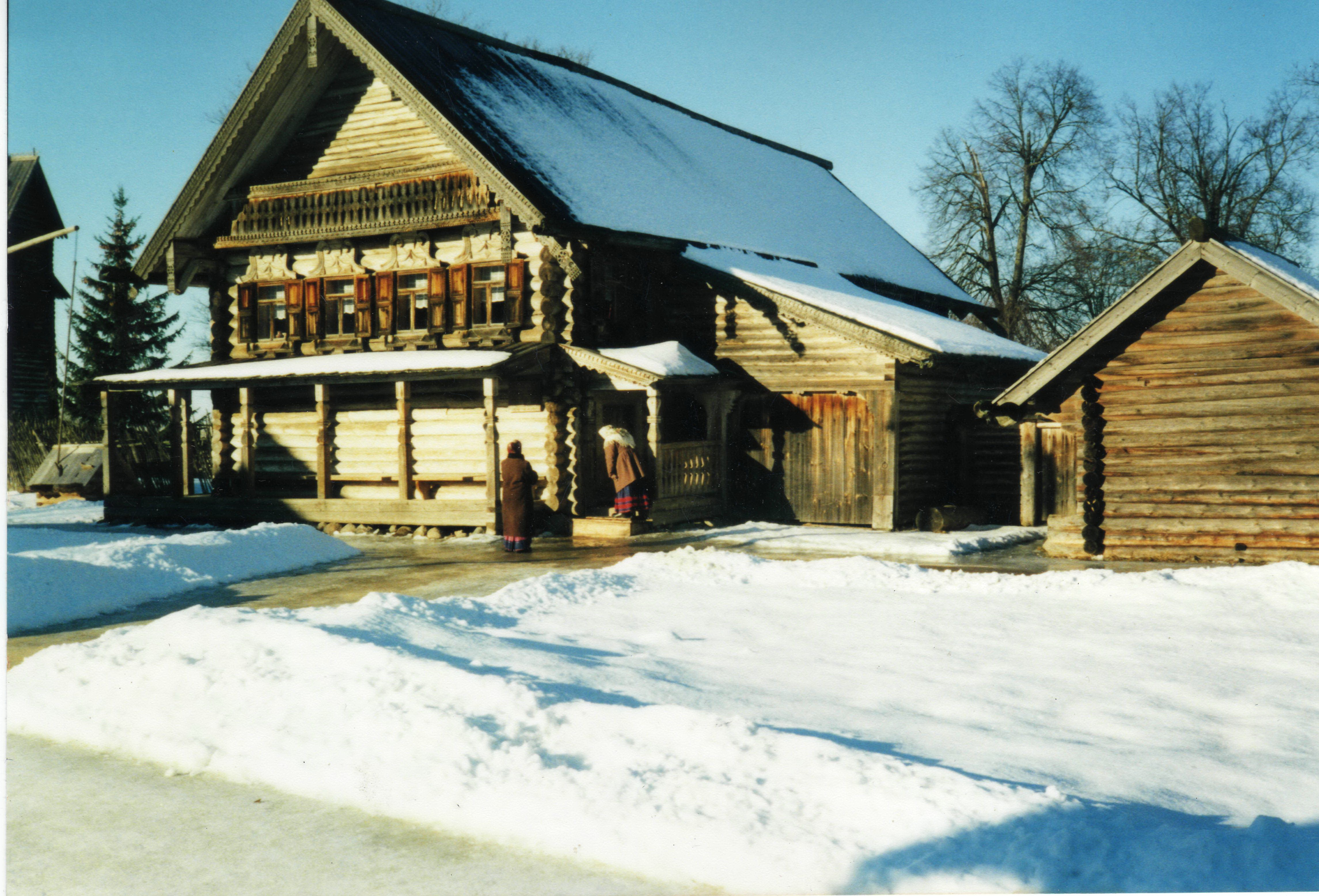
Bauernhütte aus dem 19. Jahrhundert